# Werner Krämer (Theologe)
Werner Krämer (* 3. September 1940 in Eich, Rheinhessen; † 14. Juni 2025) war ein katholischer Theologe.

## Leben
Werner Krämer arbeitete im Fach Gesellschaftsethik. Aufmerksamkeit erregte seine Studie „Konsens und Rezeption“, in der er die handschriftlich überlieferten Traktate der (bis dahin verketzerten) Basler Konzilstheologen auswertet: Deren Bild von der Kirche als Gemeinschaft der Glaubenden und deren Legitimation jeder Herrschaft aus der Zustimmung der Untergebenen stellt er die Monarchietheorie der Papalisten (papa id est ecclesia) entgegen, die den modernen Absolutismus (l’état c’est moi) begründeten.
Er legte eine „Geschichte der Arbeit“ vor, in der er Arbeitsdoktrinen und Arbeitswirklichkeit der Antike von denen des Christentums (erster Tarifvertrag im Jahr 459) abhebt, die Weichenstellungen im römischen Recht und der Theoretiker der Moderne gegen die fremdbestimmte Arbeit aufzeigt und den Kampf der Arbeitenden für ihre Rechte aus der Arbeit (Mitbestimmung und Beteiligung am Wohlstand) darstellt.

## Wissenschaftlicher Werdegang
Nach dem Abitur am Altsprachlichen Gymnasium in Worms studierte Krämer Philosophie und Theologie in Mainz und Innsbruck sowie Sozialwissenschaften in Mainz. Ab 1965 war er wissenschaftlicher Mitarbeiter am Institut für Cusanusforschung an der theologischen Fakultät der Johannes Gutenberg-Universität in Mainz. Er war Mitherausgeber der Sermones I,1-2 des Nikolaus von Kues in der Heidelberger Akademie-Ausgabe.
1974 promovierte er zum Dr. theol. mit der Arbeit „Konsens und Rezeption. Verfassungsprinzipien der Kirche im Basler Konziliarismus“. Seit 1977 war er wissenschaftlicher Assistent für Sozialethik an der Universität in Dortmund, zugleich hatte er einen Lehrauftrag an der Universität Paderborn; 1986 habilitierte er im Fach Sozialethik in Mainz, 1986/87 war er Gastprofessor an der Universität Fribourg (Schweiz), 1987 Professor für Theologie und Sozialethik in Dortmund; 1996/97 erhielt er einen Lehrauftrag an der Ruhr-Universität Bochum, 2002 erfolgte die Ernennung zum apl. Professor der Universität Mainz. Krämer war Mitherausgeber der Reihe „Arbeiterbewegung und Kirche“, 10 Bände (Grünewald und Patmos) Mainz und Düsseldorf und der Reihe „Studien zur christlichen Gesellschaftsethik“, 11 Bände (Lit-Verlag) Münster. Er war Vertrauensdozent des Katholischen Akademischen Ausländerdienstes (KAAD).

## Schriften (Auswahl)
in der Reihenfolge des Erscheinens
- Die Auseinandersetzung um die wahre Repräsentation auf dem Basler Konzil. In: Albert Zimmermann (Hg.): Der Begriff der Repräsentation im Mittelalter. In: Miscellanea Mediaevalia, Bd. 8, Berlin 1971, S. 202–237.
- Konsens und Rezeption. Verfassungsprinzipien der Kirche im Basler Konziliarismus (= Beiträge zur Geschichte der Philosophie und Theologie des Mittelalters, Band 19). Aschendorff, Münster 1980.
- Repräsentation, Konsens und Rezeption bei den Basler Konzilstheologen. In: Erhard Mock, Georg Wieland (Hg.): Rechts- und Sozialphilosophie des Mittelalters (= Salzburger Schriften zur Rechts-, Staats- und Sozialphilosophie, Bd. 12). Lang, Frankfurt am Main 1990, S. 169–178.
- Konkordanz und Konsens in Kirche und Respublica. In: Mitteilungen und Forschungsbeiträge der Cusanus-Gesellschaft (MFCG), Bd. 21. Trier 1994, S. 231–265.
- Artikel Arbeit, sozialethisch. In: Peter Eicher (Hg.): Neues Handbuch theologischer Grundbegriffe. Kösel, München 2005, S. 51–67.
- Korporationstheorie kontra Monarchietheorie. Der Basler Konziliarismus (1431–1448). In: Richard Faber (Hg.): Katholizismus in Geschichte und Gegenwart. Königshausen und Neumann, Würzburg 2005, S. 65–78.
- Strukturreform und Sozialpolitik. Richtungen im deutschen Sozialkatholizismus und ihre Beiträge zum Aufbau des Sozialstaats. In: Hermann-Josef Große Kracht, Christian Spieß (Hg.): Christentum und Solidarität. Bestandsaufnahmen zu Sozialethik und Religionssoziologie. Schöningh, Paderborn 2008, S. 251–272.
- Geschichte und Ethik der Arbeit (= Studien zur christlichen Gesellschaftsethik, Bd. 4). Lit, Münster 2014.
- Die Mitbestimmungsinitiative des Bochumer Katholikentags 1949 für eine Wirtschaftsordnung aus christlicher Überzeugung. In: Matthias Casper und andere (Hg.): Kapitalismuskritik im Christentum. Campus, Frankfurt am Main 2016, S. 337–363.